# Andrena palumba
Andrena palumba är en biart som beskrevs av Warncke 1974. Andrena palumba ingår i släktet sandbin, och familjen grävbin. Inga underarter finns listade i Catalogue of Life.